# 尤利烏斯·埃佛拉
朱利奧·切薩雷·安德烈·埃佛拉男爵（Barone Giulio Cesare Andrea Evola，1898年5月19日—1974年6月11日），筆名尤利烏斯·埃佛拉（Julius Evola），義大利極右翼思想家、隱微論者、作家、畫家，傳統主義學派重要成員。
在思想上，埃佛拉具有強烈的貴族氣質、男子氣概和英雄主義，反對20世紀的種種主流價值。他相信人類正活在伽梨玉迦（Kali Yuga），即印度教歷史觀念中的黑暗時代：物質欲望氾濫，精神麻木而扭曲。弗朗哥·费拉雷西（Franco Ferraresi）形容「埃佛拉可說是最激進和一貫地反對自由、平等、民主和20世紀的大眾社會之思想家之一。」他的哲學以唯心主義和神秘主義為核心，其著作的主題涉及赫密士主義、性的形而上學、怛特羅密教、佛教、道教、登山、聖杯、文明的本質與歷史、東西方各種哲學傳統等。他的三本最重要著作是《反叛現代世界》（1934）、《廢墟中的人》（1953）和《騎虎》（1961）。
雖然埃佛拉從未加入法西斯黨，但在墨索里尼執政時他曾積極試圖影響政治。二次大戰結束後的許多右翼（以及一些左翼）團體都熱衷他的著作。

## 生平

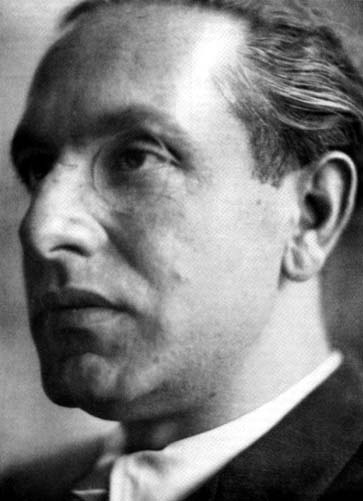
尤利乌斯·埃佛拉（摄于1940）

埃佛拉出身西西里的貴族家庭，1898年生於羅馬。一次大戰時曾從軍，戰後參加前衛藝術運動，包括未來主義和達達主義，發表了許多詩與繪畫。他的畫作以抽象畫為主，企圖反映「內心風景」（Paesaggi interiori）。1919年在米蘭的未來主義畫展中展出5幅作品，1920年1月底在另一位未來主義藝術家Anton Giulio Bragaglia經營的畫廊舉辦個展，展出54幅畫作，分為抽象主義和感官的唯心主義兩類。1922年以後，由於認為前衛藝術已經開始商業化、學院化，他逐漸停止創作。這些埃佛拉青年時代的畫作如今大多丟失。
1920年代埃佛拉開始熱中於研究隱微論、神秘學、煉金術、魔法以及東方宗教，如藏傳佛教、印度教、道教等。他曾把《道德經》翻譯成義大利文。1927年參與創立隱微主義團體Gruppo di Ur，其宗旨是給當時統治義大利的法西斯主義一個「靈魂」——復興古羅馬異教。1920年代末他支持法西斯黨中的激進派推動思想革命，清除義大利的猶太-基督宗教傳統，而以「異教帝國主義」取代。他抨擊1929年墨索里尼和羅馬教廷簽定的拉特蘭條約，並且反對法西斯主義中的民族主義與群眾運動性質。1930年初他創辦一本雜誌《塔》（La Torre）來宣傳自己的主張，但由於和官方立場不同而遭到打壓，旋即在6月停刊。埃佛拉甚至一度需要雇用保鑣以免被政府的支持者攻擊。1934年－1943年他擔任法西斯主義刊物《法西斯政体》（Regime Fascista）的文化版編輯。
埃佛拉反對納粹主義以血統定義種族優劣的方法，而認為應當從民族精神上考慮。這影響了1938年義大利制定的《種族法》。1941年8月墨索里尼讀到了埃佛拉闡述以上意見的著作後大加讚揚，認為他在納粹的種族主義之外開創了具有本土特色的種族理論。於是埃佛拉便創辦期刊《血与灵》（Sangue e Spirito）來宣傳這種主張，並曾於1942年2月訪問納粹德國，在納粹黨的理論家之中得到一些肯定的聲音。但總的來說納粹政府並不歡迎他的異端思想，他也認為納粹主義毫無古代的精神。
由於埃佛拉的哲學與官方法西斯主義不同，雖然他不反對法西斯政權，但經常受到當局譴責。他一度志願入伍參加德蘇戰爭，但由於義大利政府中許多官員厭惡他而未獲允許。1943年法西斯政權垮台後他遷居納粹德國，在維也納擔任研究員研究共濟會。當時德國各大城市都面臨盟軍的空襲，但埃佛拉卻悠然自得地冒著彈雨散步，以便「更好地思考命運」。1945年在一次蘇軍对维也纳的轟炸中他被炸傷脊髓，從此半身不遂。
二次大戰結束後埃佛拉回到義大利居住，沉浸於各種隱微主義學術的研究，不問世事。由於他的著作受法西斯份子歡迎，1951年他以企圖復辟法西斯主義的罪名受審，最後以罪證不足釋放。埃佛拉終身未婚，無子女，1974年卒於羅馬，骨灰埋於阿爾卑斯山冰河中。

## 著作
（皆無中譯本，故中文名稱均為暫譯）
1. Arte Astratta, Posizione Teoretica (1920)
2. Le Parole Oscure du Paysage Interieur (1920)
3. Saggi sull'idealismo magico (1925)
4. Teoria dell'Individuo Assoluto (1927)
5. Imperialismo Pagano (1928)
6. Introduction to Magic: Rituals and Practical Techniques for the Magus (1929)
7. Fenomenologia dell'Individuo Assoluto (1930)
8. The Hermetic Tradition: Symbols and Teachings of the Royal Art (1931)
9. Maschera e volto dello Spiritualismo Contemporaneo: Analisi critica delle principali correnti moderne verso il sovrasensibile (1932)
10. 《反叛現代世界：伽梨玉迦時代的政治、宗教和社會秩序》Rivolta contro il mondo moderno (1934)
11. Three Aspects of the Jewish Problem (1936)
12. The Mystery of the Grail: Initiation and Magic in the Quest for the Spirit (1937)
13. Il Mito del Sangue. Genesi del Razzismo (1937)
14. Sintesi di Dottrina della Razza (1941)
15. The Elements of Racial Education (1941)
16. Die Arische Lehre von Kampf und Sieg (1941)
17. Gli Ebrei hanno voluto questa Guerra (1942)
18. The Doctrine of Awakening: The Attainment of Self-Mastery According to the Earliest Buddhist Texts (1943)
19. The Yoga of Power: Tantra, Shakti, and the Secret Way (1949)
20. Orientamenti (1950)
21. 《廢墟中的人：一個激進傳統主義者的戰後反思》Gli uomini e le rovine (1953)
22. 《性愛和愛情之神秘：性的形而上學》Metafisica del sesso (1958)
23. 《騎虎：給精神貴族的生存手冊》Cavalcare la Tigre (1961)
24. 《朱砂之道：精神自傳》 Il Cammino del Cinabro(1963)
25. Il Fascismo. Saggio di una Analisi Critica dal Punto di Vista della Destra (1964)
26. L'Arco e la Clava (1968)
27. Il Taoismo (1972)
28. Meditations on the Peaks: Mountain Climbing as Metaphor for the Spiritual Quest (1974)
29. Ultimi Scritti (1977)
30. The Path of Enlightenment According to the Mithraic Mysteries (1977) ISBN 1558182284
31. 《禪：日本武士的宗教》Lo Zen (1981)
32. 《勒內·蓋農：現時代的導師》Un Maestro dei Tempi Moderni: Reni Guinon (1984)
33. 《道教：魔法、神秘主義》Taoism: The Magic, the Mysticism (1993)
34. 《戰爭的形而上學：傳統世界的戰役、勝利和死亡》Metaphysics of War: Battle, Victory and Death in the World of Tradition (2007)

## 外部連結
- Julius Evola, A Radical Traditionalist
- Julius Evola's Political Testament By Nigel Jackson
- Julius Evola, Magic and Awakening
- Corneliu Codreanu and the New European Empire According to Julius Evola （页面存档备份，存于）
- JuliusEvola.NET （页面存档备份，存于）包括埃佛拉的照片、畫作和大量著作全文
- Julius Evola texts, a comprehensive archive of texts in German and English
- Matthew Mitchem: Julius Evola: Tradition's Triumphant Caesar
- arrakis.es, Evola bibliography in Italian
- OswaldMosley.com, contains Kerry Bolton's presentation of Evola
- CentroStudiLaRuna.it （页面存档备份，存于） contains an 'Appreciation for Julius Evola's 100th Anniversary'
- RoseNoire.ORG, contains an extensive chapter-by-chapter summary of Evola's Men Among the Ruins
- Kevin Coogan's Conceptualization of the Order （页面存档备份，存于）, a Dave Emory broadcast presenting Coogan's view of Evola's connection to the Fascist International.
- Fascist Occultism and its Close Relationship to Buddhist Tantrism （页面存档备份，存于）, chapter 12 of Part II of The Shadow of the Dalai Lama by Victor and Victoria Trimondi.
- Selection of Evola's Futurist and Dada works, 1917-20 （页面存档备份，存于）